# Uovo del Cremlino
L'Uovo del Cremlino è una delle uova Fabergé create dal gioielliere russo Peter Carl Fabergé per Nicola II di Russia, che lo donò alla moglie Alessandra d'Assia la mattina di Pasqua del 1906.

## Caratteristiche
Questo è l'uovo più grande mai creato da Fabergé. Esso raffigura, come dice il nome stesso dell'uovo, una parte del Cremlino, la cittadella cuore e simbolo della capitale russa. In particolare l'uovo raffigura la Cattedrale della Dormizione (Успенский Собор, Uspensky Sobor), un luogo sacro per i Romanov, poiché lì avvenivano le incoronazioni degli zar (compresa quella di Nicola nel 1896), e la Torre Spasskaja (Спасская башня), porta d'accesso al Cremlino.
La Cattedrale, rivestita di brillante smalto bianco, è a forma di uovo ed è sormontata da una cupola d'oro rimovibile. In questo modo è possibile vedere l'interno della chiesa, ricreato perfettamente dagli artigiani di Fabergé. La Cattedrale è circondata da vari torri del Cremlino (tra cui appunto la Spasskaya) e poggia su una base ottagonale di onice bianco.
La sorpresa contenuta nell'uovo era un contenitore dorato che, se attivato, "cantava" alcuni inni pasquali.

## Storia
Per Mosca e i moscoviti l'incoronazione di Nicola II, il 26 maggio 1896, fu l'occasione per organizzare grandi festeggiamenti, con balli e giochi organizzati in tutta la città. La grande festa organizzata al campo di Khodynka, poco fuori Mosca, si trasformò però in tragedia quando migliaia di partecipanti morirono o rimasero gravemente feriti a causa della caduta di un palco. Come dissero alcuni testimoni che accorsero sul luogo, il campo di Khodynka sembrava un campo di battaglia, tanto era pieno di morti e feriti. Lo zar, avvertito, decise di non sospendere i festeggiamenti, ma diede un risarcimento in denaro a tutte le famiglie delle vittime. La tragedia di Khodynka venne considerata un presagio delle tragedie che costelleranno il regno di Nicola, fino alla Rivoluzione d'ottobre e all'uccisione dell'intera Famiglia Imperiale a Ekaterinburg il 17 luglio 1918.
Nicola, insieme alla moglie Alessandra, decise di ritornare a Mosca nel 1903, dove, tra l'altro, visitò anche il campo di Khodynka. Per ricordare quest'evento, Fabergé, su proposta di Nicola, creò l'Uovo del Cremlino, che avrebbe dovuto essere presentato ad Alessandra la mattina di Pasqua del 1904.Ma nel 1904 scoppiò la Guerra russo-giapponese; anche in rispetto per i numerosi soldati morti in guerra, Nicola decise di non fare regali alla famiglia per quell'anno. Venne deciso quindi di regalare l'Uovo per la Pasqua del 1905. Ma un tragico evento cambiò ancora i piani di Nicola: il 17 febbraio il Granduca Sergio, figlio di Alessandro II e zio di Nicola, venne ucciso da un attentato dinamitardo proprio all'interno del Cremlino. Grande fu il dolore di Nicola, ma anche quello di Alessandra, poiché sua sorella Elisabetta aveva sposato proprio il Granduca. Il regalo venne ancora rimandato e, finalmente, la mattina di Pasqua del 1906, l'Uovo del Cremlino fu presentato ad Alessandra, che lo mise in primo piano nella sua collezione di uova, pur essendo un uovo ricco di ricordi negativi.
Dopo la Rivoluzione d'ottobre l'Uovo del Cremlino, insieme alle altre uova Fabergé, fu requisito dal nuovo governo comunista che lo mise nelle collezioni delle Armeria del Cremlino, dove tuttora è conservato.